# Papyrus Salt 124
Le papyrus Salt 124 (également connu sous le nom de papyrus 10055 du British Museum) est un papyrus de l'Égypte antique datant du début de la XXe dynastie. Ce papyrus est la copie d'une lettre adressée au vizir de l'époque, très probablement Hori.
Il porte diverses plaintes contre Paneb, un chef ouvrier de Deir el-Médineh, où le papyrus a été trouvé dans sa sépulture, la tombe thébaine TT211, creusée à même la falaise de Deir el-Médineh.
Ce papyrus donne un aperçu à la fois de la nature du système judiciaire et de certaines des pratiques de corruption qui pouvaient avoir lieu à Deir el-Médineh et dans d'autres communautés d'ouvriers de l'époque.